# Isla Sherman
La isla Sherman (72°40′S 099°45′O / -72.667, -99.750) es una isla cubierta por el hielo, en la Antártida, de aproximadamente 51 kilómetros (32 millas) de largo por 16 kilómetros (10 millas) de ancho. Situada en medio del estrecho de Peacock que lo separa de la isla Thurston. El rasgo sobrepasa la barrera de hielo Abbot que ocupa el estrecho. La isla Sherman no es reclamada por ningún país.
Cartografiado por medio de fotografías aéreas tomadas por la Marina de los Estados Unidos en la Operación Highjump en diciembre de 1946. Llamado por EEUU-ACAN en honor al almirante Forrest Sherman, USN, Jefe de Operaciones Navales, (1949-1951), durante los preparativos que estaban siendo hechos por Estados Unidos para el apoyo naval durante el Año Geofísico Internacional.
- Datos: Q2698383